# Twin Lakes, Wisconsin
Twin Lakes là một làng thuộc quận Kenosha, tiểu bang Wisconsin, Hoa Kỳ. Năm 2006, dân số của làng này là 5124 người.